# 江口镇 (平昌县)
江口镇，是中华人民共和国四川省巴中市平昌县下辖的一个镇。2013年，原属江口镇的部分行政区域从该镇析出，设置同州街道办事处。2020年5月，撤销江口镇，将原江口镇红庙社区、尖山社区、七里村、八庙村、石庙村、元宝村、三房村所属行政区域划归金宝街道管辖，原江口镇望江社区、大宁社区、桥沟社区、临江社区、大运社区、风滩社区、高冠村、白沙村、草庙村、照灯村、摇铃村、荔枝社区1至2组、7至10组所属行政区域划归江口街道管辖，原江口镇荔枝社区3至6组所属行政区域划归同州街道管辖。

## 行政区划
江口镇撤销前下辖以下地区：
石庙村、三房村、元宝村、红庙村、七里村、八庙村、临江村、大宁村、高冠村、北沙村、风滩村、草庙村、照灯村、大运村、桥沟村、摇铃村、杨柳村和牌坊村。